# 中標津町交通センター

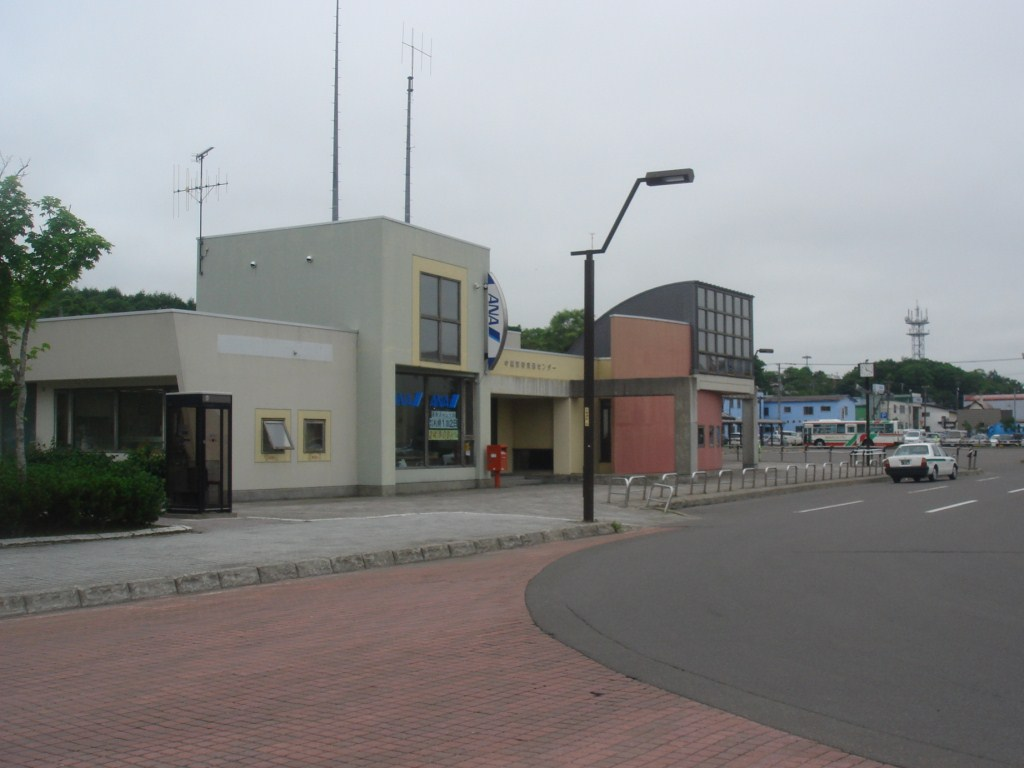
中標津交通センター

中標津町交通センター（なかしべつこうつうセンター）は中標津町が運営するバスターミナルである。

## 所在地
- 北海道標津郡中標津町東2条南3丁目1番地

## 概要
1989年（平成元年）に廃止された中標津駅の跡地に設けられたバスターミナル。阿寒バス・根室交通ならびに中標津町有バスが乗り入れている。
バスターミナルには1 - 9番のりばが設置されている。
施設内には根室中標津空港ビル株式会社市内営業所、阿寒バス中標津営業所の事務所及び鉄道資料室と売店がある。鉄道資料室については現在閉鎖されているが、係員に申し出ると中を見学でき、標津線中標津駅があった頃の貴重な鉄道関連物の展示がなされている。

## 営業窓口
営業窓口は、阿寒バスの窓口がある。以前は根室交通の窓口もあったが、標津線厚床支線廃止代替の中標津線が廃止に伴い廃止された。なお、実際の業務は阿寒バスに委託されていた。

## 発着路線
阿寒バス
- 釧路羅臼線・釧路標津線：標津・羅臼方面、釧路駅・釧路市立病院方面
- 標津標茶線（標津線廃止代替）：川北・標津方面、計根別・西春別・標茶駅前方面
- 中標津市内線：市街地循環
- 中標津別海線（根室交通中標津線廃止代替）：中春別・別海方面

根室交通
- 中標津空港線：中標津空港方面、別海ぷらと前・厚床駅前・根室駅前方面
- オーロラ号：札幌市方面より（到着のみ、北都交通と共同運行）

中標津町有バス
- 町内各路線